# Pantonyssus pallidus
Pantonyssus pallidus är en skalbaggsart som beskrevs av Martins 1995. Pantonyssus pallidus ingår i släktet Pantonyssus och familjen långhorningar. Inga underarter finns listade i Catalogue of Life.